# Meedo gympie
Meedo gympie är en spindelart som beskrevs av Norman I. Platnick 2002. Meedo gympie ingår i släktet Meedo och familjen Gallieniellidae. Inga underarter finns listade i Catalogue of Life.